# Relaciones Bélgica-Colombia
Las relaciones Bélgica-Colombia son las relaciones diplomáticas entre el Reino de Bélgica y la República de Colombia. Ambos gobiernos mantienen una relación amistosa desde finales del siglo XIX.

## Historia
Ambos gobiernos establecieron relaciones diplomáticas en 1873. Bélgica apoyó a Colombia durante los Acuerdos de paz con las FARC.

## Relaciones económicas
Colombia exportó productos por un valor de 404 328 miles de dólares, siendo los principales productos banano, café y productos mineros, mientras que Bélgica exportó productos por un valor de 262 403 miles de dólares, siendo los principales químicos, agroindustriales y maquinaria.

## Representación diplomática
- Bélgica tiene una embajada en Bogotá.
- Colombia tiene una embajada en Bruselas.

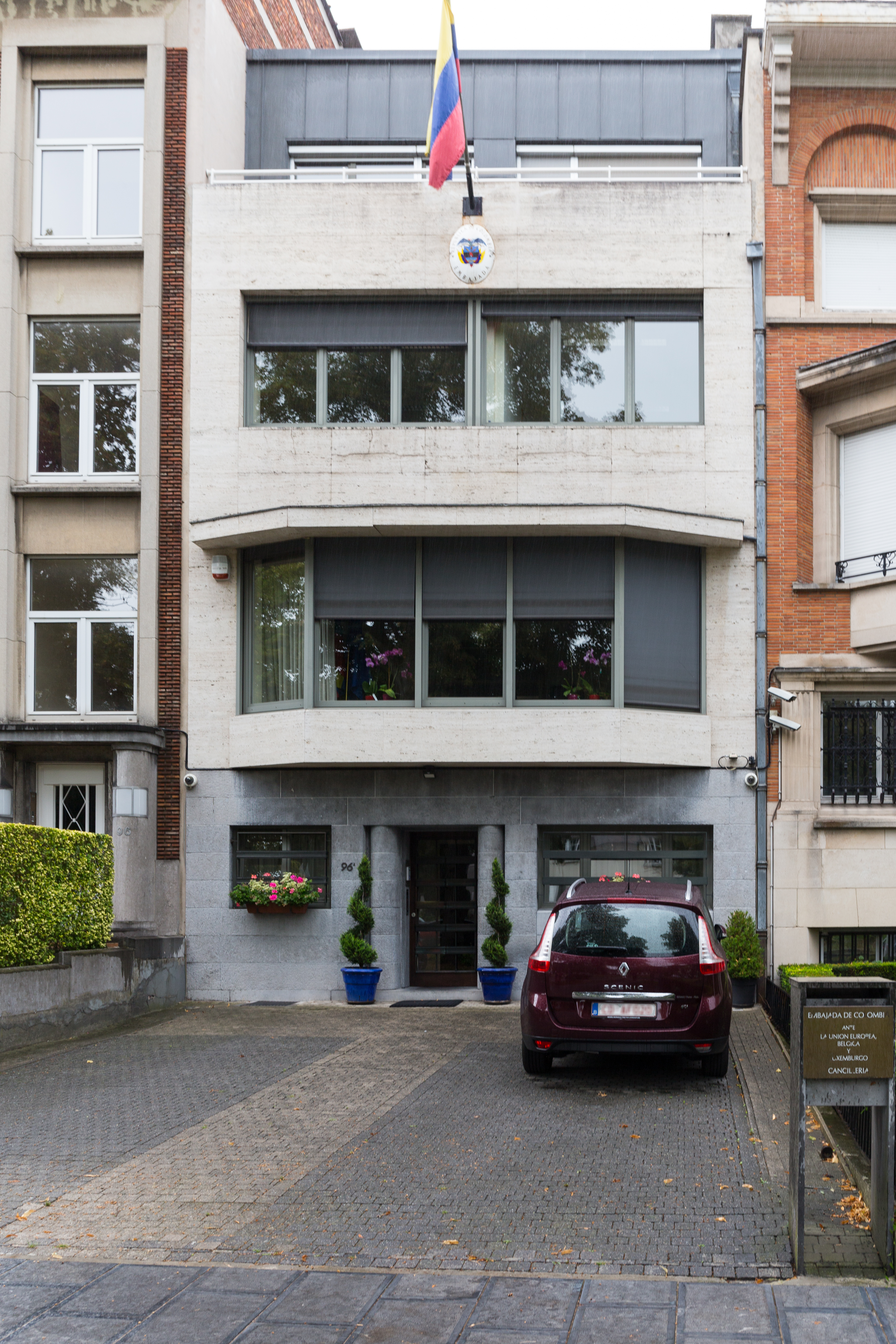
Embajada de Colombia en Bruselas